# Serviformica
Serviformica – podrodzaj mrówek z rodzaju Formica. 
Na gatunkach należących do Serviformica często pasożytują mrówki niezdolne do samodzielnego zakładania gniazda. Postępuje tak np. mrówka rudnica (Formica rufa) - królowa przejmuje władzę nad gniazdem przedstawicielki podrodzaju Serviformica. 
Niektóre gatunki porywają także poczwarki mrówek należących do tego rodzaju, w celu zasilenia swojego gniazda, np. mrówki amazonki (Polyergus rufescens).

## Gatunki należące do podrodzaju Serviformica
Pierwomrówka łagodna (Formica fusca)

Pierwomrówka żwirowa (Formica cinerea)

Pierwomrówka krasnolica (Formica rufibarbis)

Pierwomrówka podziemna (Formica cunicularia)